# Prežihov Voranc

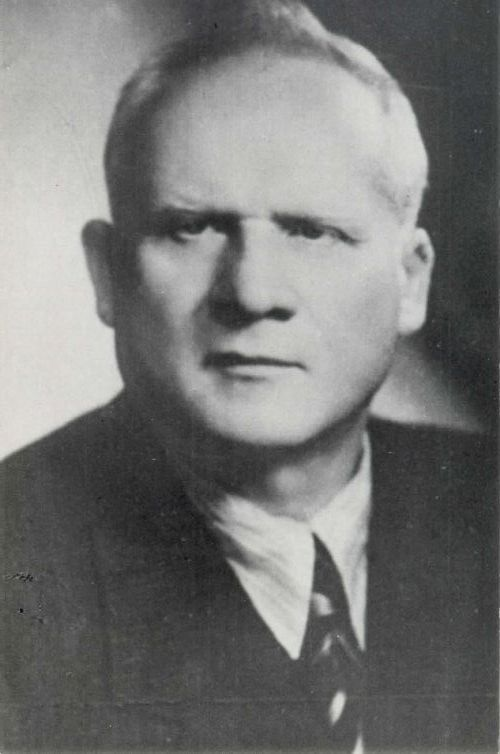
Prežihov Voranc

Prežihov Voranc (właśc. Lovro Kuhar; ur. 10 sierpnia 1893 w Kotlje, zm. 18 lutego 1950 w Mariborze) – słoweński pisarz i polityk komunistyczny.

## Pseudonim
Forma „Prežihov” pojawiająca się w pseudonimie artystycznym pisarza to przymiotnik, pochodzący od nazwy gospodarstwa Prežiha, u którego najemnikiem był jego ojciec, Voranc to dialektalna postać imienia Lovrenc albo Lovro używana przez mieszkańców Koroški. W polskich opracowaniach, dotyczących historii literatury słoweńskiej forma „Prežihov” traktowana jest jako nazwisko, cały zaś pseudonim pisarza zapisywany jest jako Voranc Prežihov, podczas gdy w materiałach słoweńskich pseudonim ten ujmowany jest najczęściej jako całość, dlatego też np. w katalogach bibliotecznych pisarz ten umieszczany jest pod literą P.

## Życiorys
Urodził się w ubogiej chłopskiej rodzinie w miejscowości Kotlje, gdzie ukończył również szkołę podstawową. Jego rodzice nie posiadali własnego domu ani ziemi, dlatego też często zmieniali miejsce zamieszkania. Był najstarszym dzieckiem, dlatego już od wczesnego dzieciństwa zajmował się wypasaniem bydła, później musiał wykonywać również cięższe prace gospodarskie. W szkole plasował się wśród najlepszych, bowiem po matce odziedziczył zamiłowanie do wiedzy, przy jej opowiadaniach kształtował się jego dar narracyjny. Pragnął pójść do gimnazjum, jednak ojciec mu na to nie pozwolił, ponieważ starszy syn był dla niego ogromną pomocą przy pracach gospodarskich, dlatego do gimnazjum poszedł jego młodszy brat. Zaczął w związku z tym kształcić się na własną rękę. Pierwsze swe szkice opublikował w prasie mając szesnaście lat. Tak zaczęła się pisarska przygoda Lovra Kuhara. Na jego twórczość wpływały wydarzenia z pierwszej i drugiej wojny światowej. W czasie pierwszej wojny światowej uciekł z austriackiego wojska, podczas bitwy nad Isonzo do Włoch, gdzie aresztowano go, resztę wojny spędził w więzieniu. W 1919 roku wrócił do domu i zatrudnił się jako pracownik, potem jako urzędnik w hucie w miejscowości Ravne. Ponieważ nielegalnie działał w Komunistycznej Partii Jugosławii musiał w roku 1930 wyemigrować, mieszkał potem w Wiedniu, w Paryżu a także w Moskwie. Jako agent Kominternu podróżował po Europie. Z powodu działalności komunistycznej wielokrotnie był aresztowany. Z czasem został jednym z przywódców KPJ. Po sporze z Tito, nowym generalnym sekretarzem KPJ, w roku 1939 nielegalnie powrócił do Słowenii i ukrywał się w okolicy Lublany. Do kwietnia 1941, początku drugiej wojny światowej w Jugosławii, wycofał się z polityki i poświęcił działalności pisarskiej.
Po powołaniu konspiracyjnej organizacji Osvobodilna Fronta (OF) ponownie uaktywnił się w organach partyjnych i różnych komisjach OF. Na początku 1943 aresztowali go przedstawiciele MVAC (wł. Milizie volontarie anticomunista) i przekazali go Włochom. W przesłuchaniach Prežihova brali udział również Niemcy, którzy przyjechali z Berlina. Zgodnie z jego oczekiwaniami, w czasie przesłuchań zaproponowali mu stanowisko przewodniczącego słoweńskiego marionetkowego państwa, w skład którego oprócz dzielnicy Lublany i regionu Przymorza wchodziłyby również Górna Kraina i Styria. Propozycję odrzucił. Został zesłany do obozu koncentracyjnego Sachsenhausen, a w styczniu 1945 do Mauthausen, skąd wrócił po wojnie do ojczyzny.
Jego brat Alojzij Kuhar był katolickim księdzem i jednym z czołowych polityków Słoweńskiej Partii Ludowej.

## Okres literacki
Voranc Prežihov jest reprezentantem realizmu społecznego w literaturze słoweńskiej, trwającego od roku 1930 do 1941. Zaliczany jest do tego nurtu ze względu na dominującą w jego twórczości problematykę chłopską, proletariatu i opisu losu małych ludzi. Przedstawicielami realizmu społecznego w literaturze słoweńskiej są oprócz Prežiha Voranca jeszcze: Miško Kranjec, Anton Ingolič, Ciril Kosmač, Tone Seliškar, Mile Klopčič, Igo Gruden i Bratko Kreft. Utwory Voranca są w Słowenii ujęte w kanonie lektur szkoły średniej, gdzie omawia się nowelę Samorastniki, oraz Boj na požiralniku, w szkole podstawowej omawia się Solzice.

## Nagrody
Voranc Prežihov za szkic literacki Solzice odebrał nagrodę federacji jugosłowiańskiej oraz Nagrodę Prešerna (1950), w roku 1949, również za Solzice, otrzymał Nagrodę Levstika. Wówczas przyznawaną po raz pierwszy.

## Prežihov Voranc dziś
Obecnie szkoły w Jesenicach, Lublanie, Dolinie koło Triestu, Doberdobie, Mariborze oraz Ravnem na Korošce, noszą imię Prežihova. W Ravnem na Korošce została powołana pierwsza odznaka czytelnicza – odznaka czytelnicza Prežiha, po niej ukazywały się następne. W Ravnem na Korošce znajduje się również biblioteka studencka a w niej izba pamięci Prežiha. Są w niej zebrane wszystkie jego książki i przekłady jego dzieł na języki obce. Jak również przechowywane są w niej niektóre rękopisy jego opowiadań i powieści.

## Dzieła
Napisał wiele nowel, opowiadań i powieści dla dorosłych.

### Powieści
- Požganica (1939) – omawia plebiscyt w regionie Koroska z roku 1920.
- Jamnica (1945) – kontynuacja Pozganicy, opowiada o latach 1920–1935.
- Doberdob (1940) – ma również podtytuł wojenna powieść narodu słoweńskiego i zawiera cztery duże części: Črna vojska, Doberdob, Lebring, Judenburg.

### Nowele
- Boj na požiralniku (1935)
- Samorastniki – zbiór nowel z 1940, który zawiera: Boj na požiralniku, Jirs in Bavh, Vodnjak, Ljubezen na odoru, Pot na klop, Prvi spopad, Odpustki in Samorastniki

### Dzienniki z podróży
- Od Kotelj do Belih vod (1945) – zbiór dzienników z podróży
- Gosposvetsko polje (1979)
- Borba na tujih tleh (1946)

### Szkice literackie
- Povesti (1925) – pierwszy wydany szkic literacki,
- Kanjuh iz Zagate (1952)

### Historie
- Naši mejniki (1946)
- Opustošena brajda (1946)

### Broszury
- Boj za osvoboditev iż združitev slovenskega naroda,
- Za samoodločbo slovenskega naroda
- O slovenskih mejih

Pisał także dla radia Kričač i współpracował przy redakcji słoweńskiego kodeksu.

### Literatura dziecięca i młodzieżowa

#### Szkice literackie
- Solzice (1949) – napisane na pamiątkę matki, przetłumaczone na dziewięć języków.

#### Historie
- Čez goro ku očetu (1961) – historia jest fragmentem z dziennika z podróży Gosposvetsko polje. Dziennik z podróży był przeznaczony dla dorosłego czytelnika. Jego fragment, noszący tytuł Čez goro k očetu po raz pierwszy został niezależnie wydany w roku 1961.
- Tisoč in en dan (1969)
- Prvi maj (1961)
- Levi devžej (1962)